# Juan Casanova
Juan Casanova (Barcellona, 1387 – Firenze, 1º marzo 1436) è stato un cardinale e vescovo cattolico spagnolo.

## Biografia
Nato a Barcellona nel 1387 da una nobile famiglia, entrò nell'Ordine dei Frati Predicatori l'8 luglio 1403. Studiò grammatica e logica ed ottenne il titolo di magister in teologia all'università di Salamanca nel 1419.
Fu ordinato sacerdote il 24 marzo 1414. Papa Martino V lo nominò penitenziere minore il 31 agosto 1419. Nel 1420 fu nominato maestro del Sacro Palazzo e predicatore generale. Fu anche confessore del re Alfonso V nel 1423.
Nel 1424 fu nominato vescovo di Bosa in Sardegna ed il 29 dicembre 1425 fu trasferito alla sede di Elne in Francia.
Fu creato cardinale presbitero da papa Martino V nel concistoro segreto dell'8 novembre 1430, con il titolo cardinalizio di San Sisto. Fu pubblicato da papa Eugenio IV il 4 luglio 1431.
Il 24 ottobre 1430 divenne amministratore della sede di Elne e l'8 agosto 1431 lo divenne di quella di Gerona, incarico che mantenne fino alla morte. Fu abate commendatario dei monasteri di San Pedro de Rodas e di Santa Maria de Villa Bertrand, nella diocesi di Gerona.
Scrisse un Tractatus de potestate Papae super Concilium per difendere le prerogative papali contro le tesi conciliariste del concilio di Basilea.
Morì a Firenze il 1º marzo 1436; inizialmente venne sepolto nella basilica di Santa Maria Novella, ma in seguito i suoi resti furono trasferiti a Barcellona.